# Роман, Сергей Демьянович
Сергей Демьянович Роман (Романов) (24 сентября 1917 — 26 июня 1944) — стрелок 168-го гвардейского стрелкового полка 55-й гвардейской стрелковой дивизии 28-й армии 1-го Белорусского фронта, гвардии красноармеец. Герой Советского Союза.

## Биография
Сергей Демьянович Романов (в наградных документах по ошибке его фамилия была написана "Роман") родился 11 (24) сентября 1917 года в городе Ейск Кубанской области (ныне Краснодарский край России) в многодетной семье ейских мещан. 
Родители Сергея Романа – Демьян Авксентиевич и Наталия Макаровна.  Жила семья Романов в Ейске на улице Верхней, д. 7 (ныне – ул. С. Романа, д. 9).  В 1925 году Сергей Демьянович пошёл в школу, которая располагалась всего в нескольких кварталах от дома (ул. Гоголя, д. 22). Получал образование Сергей до 1930 года.
Вступил в рыбацкую артель, вязал сети, ходил в море на промысел. Позже работал маляром в ремонтно-строительной конторе.
После освобождения города, 15 марта 1943 года, Сергей Демьянович был призван в Красную Армию.  
Стрелок С.Д. Роман в составе 8 стрелковой роты 526 стрелкового полка 89 стрелковой дивизии воевал на Северном Кавказе, освобождал Кубань и Крым.
Командование по достоинству оценило мужество и отвагу С.Д. Романа, участвовавшего в освобождении своей родной Кубани. Приказом по 526 стрелковому полку 89 стрелковой дивизии Северо-Кавказского фронта от 28 сентября 1943 года он был награждён медалью «За отвагу».
Красноармеец С.Д. Роман проявил бесстрашие и лучшие качества настоящего воина в кровопролитных боях за Керчь, за которые он был награждён второй медалью «За отвагу» (5 февраля 1944 г.). В числе первых он врывался в окопы противника, смело участвовал в штурме домов, своим огнём подавлял огневые точки противника. 
28 января 1944 года при форсировании реки Катерлез был тяжело ранен.
После выздоровления продолжил службу стрелком в составе 1 стрелковой роты 168 стрелкового полка 55 гвардейской стрелковой дивизии 28 армии 1 Белорусского фронта. 
В бою за село Пружинищи Октябрьского района Гомельской области 24 июня 1944 года после артподготовки первым поднялся в атаку. В бою 26 июня 1944 года первым поднялся в атаку и своим примером увлёк всех бойцов подразделения. Когда рота залегла под огнём пулемёта, Роман поднялся во весь рост, метнул во вражеский пулемёт гранату, а затем телом закрыл амбразуру.
На месте совершения подвига в Пружинищи установлена стела, надпись на которой гласит: «Здесь 24 июня 1944 г. Герой Советского Союза гв. рядовой Роман Сергей Демьянович повторил подвиг А. Матросова». В этой деревне герой был похоронен. Позже останки Героя Советского Союза С.Д. Романа были перезахоронены в братской могиле воинов Красной Армии и партизан в Любань Октябрьского района Гомельской области. После реконструкции могилы в 2005 году на обелиске в её центре размещена мемориальная доска с надписью: «Здесь похоронены Герои Советского Союза Роман С.Д. и Сидельников В.М.».
Указом Президиума Верховного Совета СССР от 24 марта 1945 года за мужество, отвагу и героизм гвардии красноармейцу Роману Сергею Демьяновичу посмертно присвоено звание Героя Советского Союза.

## Награды и звания
- Медаль «За отвагу» (28.09.1943)
- Медаль «За отвагу» (05.02.1944)

## Память

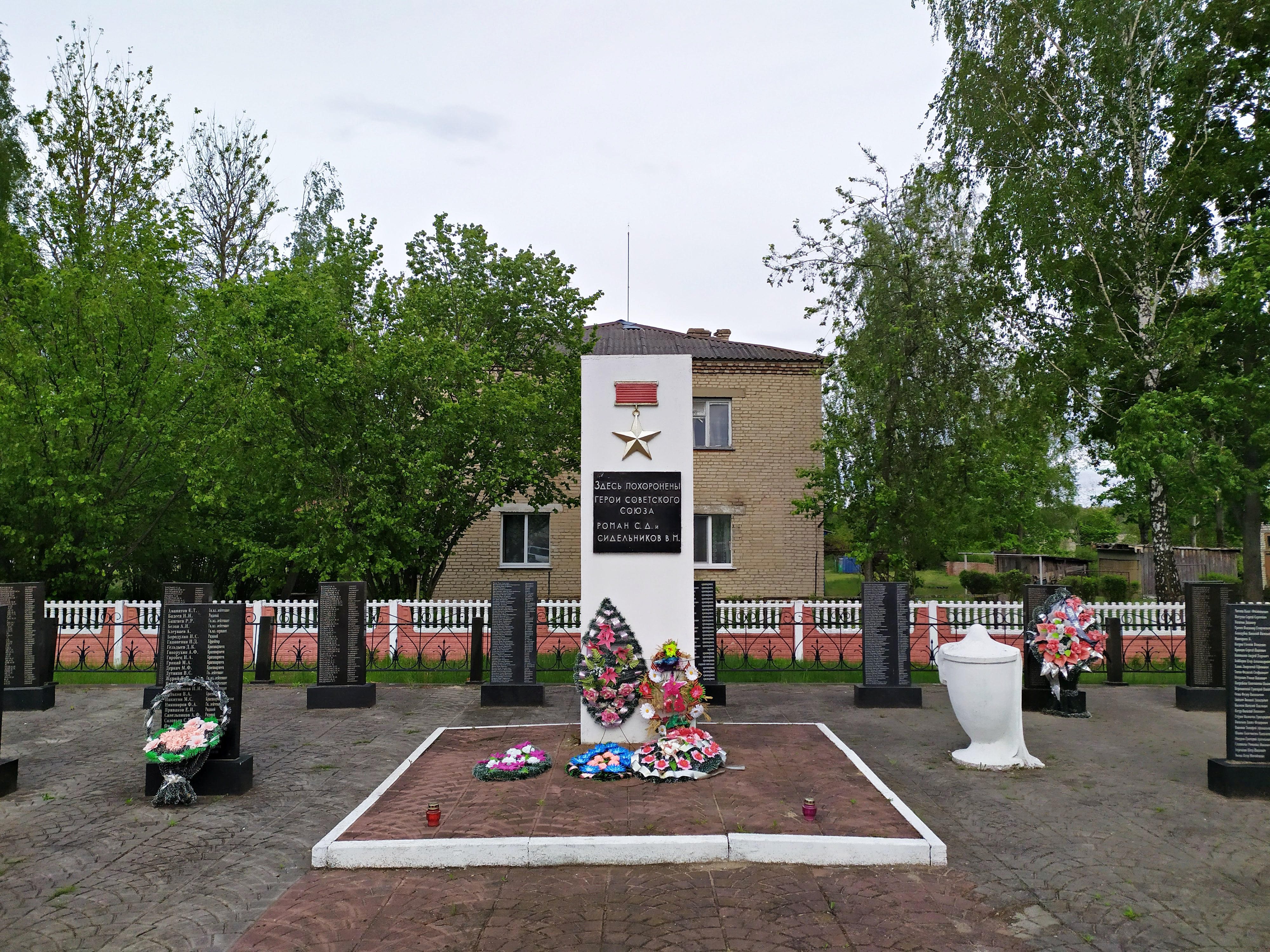
В Любань Октябрьского района Гомельской области

- В 1945 году в городе Ейск улица Верхняя была переименована в улицу Сергея Романа.
- На здании школы, в которой учился Герой, установлена мемориальная доска.

- Приказом Министра обороны СССР от 7 апреля 1962 года № 88 гвардии рядовой Роман был  навечно зачислен в списки 1 мотострелковой роты родного 168-го  гвардейского мотострелкового Гумбиненского Краснознаменного полка 30-й гвардейской Иркутско-Пинской дивизии.
- Приказом Министра обороны Республики Беларусь от 5 мая 2007 года № 360 гвардии рядовой Сергей Роман навечно зачислен в списки личного состава 1 мотострелковой роты 30-го гвардейского отдельного механизированного батальона Северо-Западного оперативного командования Вооруженных Сил Республики Беларусь.
- В 1981 году у средней школы № 4 в Ейске, на углу улиц С. Романа и Первомайской, установлен памятник Герою Советского Союза гвардии красноармейцу Сергею Демьяновичу Роману (скульптор В. А. Жданов)[2].
- В Любань Октябрьского района Гомельской области на улице, носящей имя Героя, установлена мемориальная доска, его именем названа средняя школа[3][4]. Одна из экспозиций школьного музея посвящена С. Д. Роману[5].
- Имя С. Д. Романа присвоено улицам в деревне Пружинищи Октябрьского района, городском посёлке Октябрьский Гомельской области.
- В 2017 году по итогам поисково-просветительской экспедиции «Имя Кубани» Сергей Демьянович Роман удостоен почётного титула лауреата в номинации «Молодое имя Кубани».
- В Ейском историко-краеведческом музее имени В.В. Самсонова оформлена экспозиция, посвящённая Герою Советского Союза С.Д. Роману.